# Город побратим (Парки и зоны отдыха)
"Город побратим"- пятый эпизод второго сезона сериала Парки и зоны отдыха, и одиннадцатый эпизод сериала в совокупности . Вышел в эфир на канале NBC в США 15 октября 2009. В данном эпизоде, Лесли встречает делегацию из Венесуэлы, которая ведет себя неуважительно по отношению к Пауни и США.
Эпизод был написан Аланом Янгом, а режиссером выступил соавтор серий  Майкл Щур. В качестве гостя в роли Рауля, главы венесуэльской делегации принял участие Фрэд Армисен участник субботнего вечера. По данным компании Nielsen по исследованиям СМИ, количество просмотров эпизода составило 4,69 млн., меньше чем на предыдущей неделе. В целом эпизод получил положительные отзывы.

## Сюжет
Лэсли (Эми Полер) и департамент парков Пауни готовятся к визиту представителей департамента парков из Бораквы, города побратима в Венесуэле. Лэсли предупреждает своих коллег о том что чиновники из Венесуэлы вероятней всего бедные и простые люди. Позже, прибывает Венесуэльская делегация, во главе с заместителем директора департамента парков Раулем Алехандро Бастилла Педро де Велосо де Морана, the Vice-director Ejecutivo del Diputado del Departamento de Parques, L.G.V. (Армисен, Фред), Антонио, Джонни и Элвис. Сразу же возникает столкновение культур, к примеру когда они ошибочно приняли Тома (Ансари, Азиз) за слугу и приказали ему взять их сумки. Также они ошибочно предположили что могут выбрать любую женщину для секса; все выбрали Донну (Retta). Рауль и Лэсли обмениваются подарками во время приветственной вечеринки, где Рауль и Венесуэльцы ведут себя надменно по отношению к жителям Пауни, делая оскорбительные замечания про город и высмеивают подарки Лэсли. Они продолжают отдавать приказы Тому, который не против потому что получает огромные чаевые.
Джонни, стажер из Венесуэлы (Гонсалес Джей Си) влюбляется в Эйприл Ладгейт (Плаза, Обри), которая убеждает его в своей почтенности и могуществе. Джонни сходит сума от Эйприл и отправляет к ней свою машину что бы её привезли но она использует его машину для поездки в кино с друзьями. Тем временем, Лэсли рассказывает Венесуэльцам что собирается начать сбор средств в $35000 для засыпки карьера и постройки парка. Рауль и его коллеги высмеивают затею, говоря что имеют столько денег от нефти, что могут построить что угодно. Еще более раздраженная Венесуэльцами Лэсли, решает показать им лучший парк в Пауни в надежде впечатлить их. Однако им становится отвратительно, а Рауль путает парк с ранее упомянутым карьером. Позже Лэсли берет их на встречу с местными жителями да бы показать демократию в действии, но все жители гневно кричат и досаждают Лэсли вопросами. Не в восторге от происходящего Рауль интересуется где вооруженные стражи порядка что должный арестовать всех протестантов. Когда Рауль говорит Лэсли что в Венесуэле они живут как короли и не перед кем не отвечают, она гневно срывается и начинает оскорблять их униформу и Уго Чавеса. Венесуэльцы ухо.
Лэсли созывает собрание и приносит извинения Раулю, который в свою очередь тоже извиняется и предлагает Лэсли чек на $35000 для засыпки карьера. Несмотря на опасения что деньги могут быть "грязными" Лэсли их принимает. Позже вовремя фото сессии, Рауль включает камеру и просит Лэсли сказать "Да здравствует Венесуэла" и "Да здравствует Чавес". Лэсли неохотно произносит эти слова. Когда Рауль начинает говорить на камеру по Испанский, Лэсли просит Эйприл перевести, и узнает что Рауль обсуждает свой "Комитет по Унижению и Посрамлению Америки". Разгневанная Лэсли рвет чек на $35000 и выкрикивает "Да здравствует Америка", уходя в ярости предложив Раулю объявить что Пауни больше не является городом побратимом. Лэсли настаивает на самостоятельном сборе средств для постройки парка, вдохновленный этим Том, в тайне бросает все чаевые от Венесуэльцев в банку для пожертвований в пользу парка. Эпизод заканчивается тем что позднее Том и Лэсли получают онлайн видео от Эйприл, которая говорит что она с Донной отдыхают у Джонни (Гонсалес, Джей Си) в его Венесуэльском дворце, с вооруженной охраной.

## В ролях
- Армисен, Фред в роли Рауля
- Карраско, Карлос в роли Антонио
- Дордей, Федерико в роли Элвис
- Гонсалес, Джей Си в роли Джонни
- Эдельштейн, Эрик в роли Лоуренс
- Охайер, Джим в роли Джерри Гергичь
- Ретта в роли Донны Мигл
- Вайнрайт III, Лоуден в роли Барри

## Съемки
"Город побратим" был написан Аланом Янгом, а режиссером выступил соавтор серий  Майкл Щур. В качестве гостя в роли Рауля, главы венесуэльской делегации принял участие Армисен, Фред участник субботнего вечера.  Армисен входил в состав актеров юмористического скетч-шоу Saturday Night Live канала NBC, где ранее работал с исполнительницей Полер и автором Щуром. Армисен уже исполнял роли Венесуэльских персонажей, и ранее играл Президента Венесуэлы Уго Чавеса в Saturday Night Live. Армисен говорил что вжился в роль думая о своем дяде из Венесуэлы. Но он так же говорил что это было не сложно так как "шутили в основном про униформу", которая состояла из пиджака военного цвета с медалями, красного берета и ленты цветов Венесуэльского флага. Униформа также имела вымышленную эмблему придуманную Щуром, состоявшую из изображения Чавеса, пулемета, нефтяной вышки, льва и попугая.
Щур высказался о сюжете эпизода, "Они сильно растерялись потому что в Венесуэле правительство крайне могущественно; их департамент парков передвигается в кортеже с военным эскортом. У них очень много денег от нефти и они не понимают от чего департамент парков Пауни такой захудалый." Являясь фанатом Парков и зон отдыха с самого появления, Армисен сказал что расхохотался как только прочитал сценарий, во время групповой репетиции с остальными актерами оказалось еще смешней. После работы с Армисеном, Рашида Джоунс описала его как"одного из самых смешных людей на планете".
Через неделю после показа серии, на официальном сайте Парков и зон отдыха стали доступными три удаленных сцены. в первом 100 секундном клипе, Рон рассказывает о своей ненависти к социализму, а Рауль говорит что боится Рона из-за его усов, которые как он говорит заставляют его "сжиматься от страха" (повторяя слова "усы"). Во втором одно минутном клипе, Рауль рассказывает о своих медалях которые получил за достижения в парковой деятельности, таких как "избавление от людей произносящих речи в парках", "привести в порядок мусор что бы он не валялся вокруг" и "смотреть на листья". В третьем 100 секундном клипе, Рауль и Венесуэльцы спрашивают почему у Лэсли нет огромной картины с её изображением в офисе. После его финальной ссоры с Лэсли, Том не выполняет приказа Рауля открыть ему дверь, и у Рауля проблемы с этим потому что "давненько я этого не делал".

## Культурная отсылка
"Город побратим" отображает Чавеса и его социальную идеологию в крайне негативном цвете. Сценарий описывает Венесуэльцев презрительными и высокомерными в отношении к Американцам. Они многократно утверждают что Пауни и США ничтожны по сравнению с мощью и величием привычным им в Венесуэле. Их негативное отношение к Американцам в частности отражается в названии делегации, Комитет по Унижению и Посрамлению Америки, а также в высказывании одного из делегатов, "Ничего личного. Мы просто считаем что вы слабые а ваш город отвратителен."
Обсуждая сколько у него каналов в Венесуэле, Рауль сказал что уже знает кто станет победителем Проекта Подиум, телевизионного реалити шоу на канале браво. В попытке сохранить самообладание выслушивая оскорбления от Венесуэльцев, Лэсли говорит что берет пример у Государственного секретаря США Хилари Клинтон, о которой сказала, "Никто не держит удар как она. Она сильнейшая, умнейшая груша для битья в мире." Рауль говорит что его город также является побратимом города Кэсона, КНДР, который как он говорит "куда более приятный" чем Пауни.

## Мнение публики
Есть что то особенное в том когда ты наблюдаешь за шоу-за которое ты болеешь и оно становится лучше, учится на ошибках и вырастает во что то большее, в полноценно удовлетворительные пол часа телевидения. Я просто скажу это: сейчас Парки и зоны отдыха это лучшее комедийное шоу на NBC.
В своем первом показе в Америке 15 октября, 2009 года, "Город побратим" посмотрели 4.69 миллиона зрителей, по данным компании Nielsen Media Research. Это было меньше чем неделей ранее эпизод, "Тренировочное свидание". "Город побратим" получил рейтинг 2.0/6 среди зрителей в возрасте от 18 до 49. В целом эпизод получил положительные отзывы. Писатель в Entertainment Weekly Хеннинг Фог сказал "Город побратим" продолжил тенденцию высокого качества во втором сезоне которая закрепила звание лучшего комедийного шоу на NBC за шоу Парки и зоны отдыха. Фог отметил что серия еще более раскрыла персонажей, показав что Лэсли не полная тряпка а Том добрый человек.
Автор из Salon.com Хэзэр Хаврилевски назвала серию "подлинной классикой", и похвалила в частности исполнение Фреда Армисена. Она сказала что для эпизода "стало преимуществом растущая привычка авторов шоу, преподносить все от политических скандалов до банальных местных событий в стиле the Onion". Алан Сепинуол из The Star-Ledger сказал "еще одна хорошая серия", а также упомянул что персонаж Лэсли становится все менее растерянной и более трехмерной. Роберт Филпот из Fort Worth Star-Telegram сказал что ему казалось шоу все еще сильно похоже на Офис, но "Город побратим" показал что "Парки и зоны отдыха" могут соперничать с "Офис"ом в комичной неловкости". Фоулер из IGN сказал что Антиамериканское отношение показанное Венесуэльской делегацией "стало забавным поворотом который не полностью себя изжил но был очень близок к этому". В частности Фоулер похвалил Армисена, который как он сказал рискнул затмить постоянных персонажей, и центр язвительного юмора. Не все отзывы были хорошими. автор из The A.V. Club Леонард Пирс, сказал что второй сезон был великолепен до этого выпуска, описав "Город побратим" как "худшая серия второго сезона, может всего сериала". Пирс назвал политические нотки "неуклюжими", юмор чрезмерным, а эпизод страдал отсутствием большинства актеров второго плана.

## Выпуск на DVD
"Город побратим", с остальными 23 сериями второго сезона Парков и зон отдыха, был выпущен на DVD из четырех дисков в Соединенных Штатах 30 Ноября 2010 года. DVD включал вырезанные сцены каждого эпизода. Он также включал звуковой ряд с комментариями к "Городу побратиму" от Эми Полер, Фреда Армисена, Алана Янга и Майкла Щура.